# Нырков, Юрий Александрович
Юрий Александрович Нырков (29 июня 1924, Вышний Волочёк, Тверская губерния, РСФСР, СССР — 20 декабря 2005, Москва, Россия) — советский спортсмен и военный. Футболист, защитник. За сборную СССР на Олимпийских играх в Хельсинки в 1952 году сыграл 3 матча. Мастер спорта СССР (1948). Заслуженный мастер спорта СССР (1985). Генерал-майор. Начальник управления ГРУ Генштаба. Участник Великой Отечественной войны.

## Биография

### Детство
Родился в семье прораба Александра Алексеевича Ныркова (1894—1964) и домохозяйки Эльзы Петровны Нырковой (1894—1968) 29 июня 1924 года в городе Вышний Волочёк Тверской губернии. Юрий стал вторым ребёнком в семье, его сестра Маргарита (1922—1998) была на два года старше.
В 1928 году Нырковы переехали в Чапаевск Средневолжской области, позже они переехали в село Путилово, расположенное в Пушкинском районе Московской области. До 1936 года Александр Нырков работал прорабом на строительстве Софринского полигона.
В 1936 году Юрий был принят в состав детской команды пионеров, выступавшей в то время на стадионе «Динамо». Нырков принимал участие в первом международном матче против команды детей, эвакуированных из Испании из-за разразившейся там Гражданской войны. Команда Юрия выиграла, за победу над испанцами нарком финансов СССР Влас Чубарь вручил каждому футболисту, принявшему участие в этой игре карманные часы с памятной гравировкой. В одной команде с Юрием Нырковым выступал в будущем известный хоккейный тренер Анатолий Кострюков. Позже Юрий играл за московскую футбольную команду «Крылья Советов», его первыми тренерами были П. Канунников, Н. Никитин, А. Чистяков.

### Во время Великой Отечественной войны
Через 8 дней после начала войны, 30 июня, Нырков по комсомольской путёвке был отправлен на строительство оборонительных сооружений под городом Вязьмой. В октябре вернулся в Москву и получил новое направление в город Карачев Брянской области, позже в связи с наступлением немцев на Москву был переведён в окрестности города Богородицка вблизи Тулы. Затем участвовал в строительстве оборонительных сооружений на реке Сура. В 1942 был призван в армию и направлен на учёбу в Тамбовское артиллерийское техническое училище.
После окончания училища в мае 1943 года Нырков получил звание младшего лейтенанта и был направлен в 1818-й полк самоходной артиллерии РГК, сформированной в городе Ивантеевка Московской области с которым впоследствии был отправлен на Калининский фронт. Там командовал взводом, подвозящим боеприпасы для самоходной артиллерии. Полк входил в состав Резерва Верховного Главнокомандования и служил для усиления наступающих войск. Нырков служил в самых опасных местах фронта. В тяжёлых боях его часть несла большие потери.
Нырков участвовал в Корсунь-Шевченковской операции. После переформирования полк участвовал в освобождении Польши, дойдя до города Штеттин. Оттуда полк был переброшен на южное направление, к городу Кюстрин для подготовки прорыва фронта и наступлению на Берлин.
В январе 1945 года Нырков в составе полка участвовал в операции в районе Кюстрина, в которой территорию занятую немецкими войсками осветили множеством мощных прожекторов. После этой операции полк с боями подошёл к Берлину. Войну закончил 11 мая 1945 года на улице Шпандау-аллее в центре Берлина в звании старшего лейтенанта.

### Футбольная карьера

#### Клубная карьера
После окончания войны Юрий Нырков по приказу своего командира стал начальником спортивной ячейки своей части. Команда, в которой играл Нырков, выиграла соревнования дивизии, корпуса и, наконец, армии. В 1946 году его команда выиграла Кубок ГСОВГ.
В 1946 года в Группу советских войск в Германии приехал основной состав команды ЦДКА и провёл несколько товарищеских матчей. После одного из матчей, участие в котором принимал Нырков, к нему подошёл Анатолий Тарасов и предложил перейти в ЦДКА. Нырков долго отказывался от перехода, однако, поступил приказ откомандировать его в команду. Несмотря на болезнь, его первым же самолётом отправили в Москву. 9 мая 1947 он приземлился в аэропорту Быково.
Сначала Нырков выступал за дублирующий состав ЦДКА, его команда заняла первое место, однако в матче против киевского «Динамо» получил серьёзную травму колена, которую залечивал в Феодосии.

Юрий Нырков (слева) и Виктор Чистохвалов (справа с мячом)

В сезоне 1948 года Нырков стал игроком основного состава. Вместе с командой выиграл чемпионат и Кубок СССР, однако из-за простуды получил осложнение на почках, поэтому зимой 1949 лечился в госпитале имени Бурденко, а после, по путёвке Министерства обороны в туркменском городке Байрам-Али.
Нырков выступал за ЦДКА до августа 1952, был вице-капитаном команды. Летом в составе олимпийской сборной СССР принял участие в XV олимпийских играх, проходивших в Финляндии. После их окончания команда ЦДСА была расформирована, причиной этому послужило поражение от сборной Югославии.
После расформирования ЦДСА Нырков выступал в команде Калинине. После возрождения ЦДСА в 1954 снова начал играть в этой команде.
В 1958 году присвоено звание судьи республиканской категории.

#### Национальная сборная
За сборную СССР дебютировал 15 июля 1952 года на олимпийских играх в Финляндии против сборной Болгарии. Всего провёл за сборную три матча.

### Военная служба
Осенью 1953 года Юрий Нырков окончил футбольную карьеру и поступил в Академию бронетанковых войск, в 1956 году окончил академию в звании майора, до 1964 года находился в различных штабных должностях в Управлении кадров ГСВГ. Позже был переведён в Москву, где занял должность заместителя начальника управления кадров Академии Генерального Штаба, на которой проработал с 1965 по 1980 год. В 1980 году получил звание генерал-майора. До октября 1989 был начальником управления кадров Главного разведывательного управления Генштаба ВС СССР. Позже работал председателем Федерации футбола РСФСР и одновременно являлся заместителем председателя Федерации футбола СССР (1990—1991). После распада Советского Союза стал председателем комитета ветеранов РФС (1992—1997), в 1994—2005 — президент Фонда ветеранов армейского футбола имени Григория Федотова.
Умер 20 декабря 2005 года в Москве. Похоронен на Троекуровском кладбище (уч. 6а).

## Семья
Жена Светлана Александровна (1926—2021). Дети — Александр и Сергей (1949—2020). Внуки Сергей и Ирина.

## Достижения
- Трёхкратный чемпион СССР: 1948, 1950, 1951.
- Двукратный обладатель Кубка СССР: 1948, 1951

## Звания
- Судья республиканской категории с 1958
- Мастер спорта СССР с 1948
- Заслуженный мастер спорта СССР с 1985
- Заслуженный работник физической культуры России с 1993

### Награды
- Кавалер ордена Отечественной войны I степени (дважды)
- Кавалер ордена Отечественной войны II степени
- Кавалер ордена Красной Звезды
- Кавалер ордена «За службу Родине в Вооружённых сил СССР» III степени
- Кавалер ордена Дружбы 1997
- награждён многими медалями.